# Núi Bát Phúc

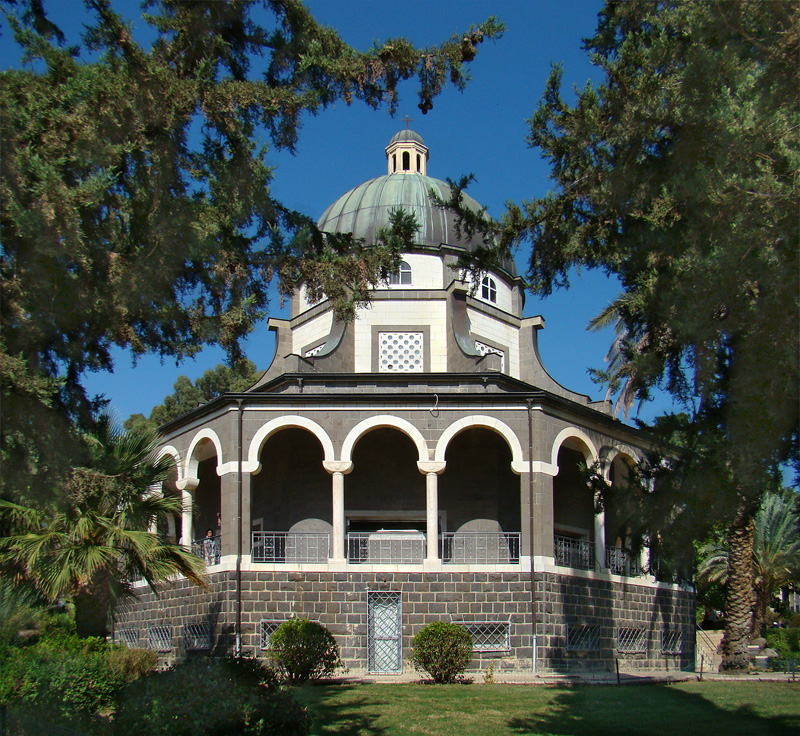
Nhà nguyện Công giáo Rôma Dòng Phanxicô

Núi Bát Phúc là ngọn đồi ở phía bắc Israel, nơi Chúa Giêsu có loạt Bài giảng trên núi mà trọng tâm là bài Tám mối phúc thật (bát phúc).
Dựa vào các nguồn tư liệu Tân Ước, vị trí núi Bát Phúc được cho là trên bờ tây bắc của biển hồ Galilee, giữa Capernaum và Gennesaret. Tuy vậy, không thể xác định chính xác vị trí thực sự mà Giêsu đã giảng về tám mối phúc, nhưng khu vực hiện tại (còn được gọi là núi Eremos) đã có niên đại xác định hơn 1600 năm. Gần đây có một nhà thờ Byzantine được xây dựng vào thế kỷ thứ 4, và đã được sử dụng cho đến thế kỷ thứ 7 mà phế tích còn lại chỉ là một bể nước và một tu viện, Giáo hội Công giáo Rôma thì còn một nhà nguyện Dòng Phanxicô được xây dựng vào năm 1938.